# Erick Lindgren
Erick Lindgren (Burney, 11 agosto 1976) è un giocatore di poker statunitense.
Ha vinto due braccialetti delle World Series of Poker e due titoli del World Poker Tour.

## Carriera
Ex giocatore di football americano e pallacanestro ai tempi dell'high school, ed in seguito dealer di blackjack, ha ottenuto oltre $9.800.000 di vincite in tornei live sino al giugno 2013.

### WSOP
Il primo piazzamento a premi di Lindgren alle WSOP è datato 2003, nel $3.000 Pot Limit Hold'em: chiuse infatti al 6º posto, aggiudicandosi la cifra di $21.280. Da allora ha centrato 36 piazzamenti, tra i quali il 43º posto nel Main Event delle WSOP 2011.
Si è aggiudicato il suo primo braccialetto delle WSOP nel corso dell'edizione 2008: il successo nel $5.000 Mixed Hold'em (limit/no limit) gli ha fruttato un guadagno di $374.505. Ha centrato il secondo braccialetto WSOP alle WSOP 2013 nell'evento $5.000 No Limit Hold'em Six Handed, aggiudicandosi la cifra di $606.317.
È stato nominato WSOP Player of the Year (in italiano: Giocatore dell'Anno WSOP) alle WSOP 2008.
Nel 2005 è arrivato secondo nel primo evento del Circuito delle World Series of Poker.

### World Poker Tour
Con oltre $2.400.000 di vincite, Lindgren figura tra i giocatori più titolati del World Poker Tour. Complessivamente ha ottenuto 16 ITM, tra i quali 5 tavoli finali e 2 titoli vinti. Nell'ottobre 2003 ha conquistato l'Ultimatebet Poker Classic II, $ 4.000 No Limit Hold'em Championship (vincita: $500.000) e nel marzo 2004 ha vinto il PartyPoker Million III, $7.000 Limit Hold'em Championship (vincita: $1.000.000).
Al termine della Stagione II è stato eletto Giocatore dell'Anno WPT.

### Altri tornei
Nel giugno 2006 ha vinto il $120.000 No Limit Hold'em Full Tilt Poker Pro Showdown di Las Vegas. Ha avuto la meglio di Mike Matusow, Clonie Gowen, Erik Seidel, John Juanda, Chris Ferguson e Phil Ivey, ed ha vinto $600.000.
Nel 2007 ha conquistato il prestigioso Aussie Millions, sconfiggendo in heads-up Erik Seidel; il successo gli ha fruttato una vincita di 1.000.000 di dollari australiani.